# Козлов, Олег Анатольевич
Олег Анатольевич Козлов (род. 8 августа 1972) — российский военнослужащий, снайпер. Герой России (1994).

## Биография
Родился 8 августа 1972 года в городе Куляб Республики Таджикистан. В 1987 году после окончания 8 класса поступил в СПТУ № 32 города Куляб, где получил специальность слесаря-сантехника. ПТУ закончил в 1989 году. Работал по специальности до сентября 1991 года, после чего репатриировался с родителями в Россию.

## Армейская служба
В марте 1993 года был призван на военную службу. Был направлен в 117-й пограничный отряд, поскольку знал таджикский язык.
В ночь с 18 на 19 августа 1994 года отряд моджахедов попытался прорваться через заставу, начав её обстрел. В то время, когда основные усилия пограничников-десантников были сосредоточены на правом фланге, левый фланг основной обороны оставался открытым, что создавало угрозу окружения противником. Оценив ситуацию, Козлов решил прикрыть левый фланг обороны. Заняв удобную позицию, практически без прикрытия вёл снайперский огонь по огневым точкам противника, уничтожил расчёт РПГ, двух снайперов, подавил расчёт пулемета. Своими действиями рядовой Олег Козлов не допустил прорыва противника на левый фланг обороны.
Указом Президента Российской Федерации Б. Н. Ельцина рядовому Козлову Олегу Анатольевичу было присвоено звание Героя России.
Вскоре Козлову было присвоено звание сержанта, а затем и прапорщика.
Олег Козлов был уволен в запас весной 1996 года. В 1998 году он поступил на военную службу по контракту старшиной мотострелковой роты 191-го мотострелкового полка в Курган-Тюбе.
В ходе прямого телерадиодиалога Президента России Владимира Путина с россиянами 19 декабря 2002 года, прапорщик Олег Козлов, который до этого времени служил в 201-й российской мотострелковой дивизии, дислоцированной в Таджикистане, пожаловался, что несколько раз подавал документы на российское гражданство, но так и не получил гражданства РФ. Через несколько часов прапорщика пригласил посол РФ в Таджикистане, а через 6 дней Президент России подписал указ о приёме в гражданство РФ проживающих в Республике Таджикистан Козлова Олега Анатольевича, его жены Козловой Светланы Алексеевны, а также их детей Влады и Анастасии. Ещё через 5 дней (31 декабря 2002 года) прапорщик с семьёй въехал в новую трёхкомнатную квартиру (до этого своего жилья не имел), которую ему выделил своим Указом Президент Таджикистана Эмомали Рахмон — ключи от квартиры вручил мэр Курган-Тюбе, а над входом в подъезд повесили табличку «Здесь живёт Герой России». В 2004 году прапорщик уволился из армии, вместе с семьёй переехал в Москву, а квартиру продал.